# 尖萼云南连蕊茶
尖萼云南连蕊茶（学名：Camellia forrestii var. acutisepala）是山茶科山茶属蒙自连蕊茶（Camellia forrestii）的变种。分布在中国大陆的云南等地，目前尚未由人工引种栽培。